# 兵庫県道136号浅野山東線
兵庫県道136号浅野山東線（ひょうごけんどう136ごう あさのさんとうせん）は、兵庫県養父市から朝来市に至る一般県道である。

## 概要
養父市浅野から朝来市山東町末歳に至る。

### 路線データ
- 起点：養父市浅野（兵庫県道6号養父宍粟線上）
- 終点：朝来市山東町末歳（国道427号交点）
- 総延長：17.269 km

## 路線状況

### 重複区間
- 兵庫県道6号養父宍粟線（養父市浅野（起点） - 養父市十二所）
- 兵庫県道70号十二所澤線（養父市十二所 - 養父市稲津）
- 国道312号（朝来市和田山町加都・加都交差点 - 朝来市和田山町加都・加都北交差点）

### 道路施設

#### 橋梁
- 稲津橋（建屋川、養父市）
- 加都橋（円山川、朝来市）

## 地理

### 通過する自治体
- 養父市
- 朝来市

### 交差する道路
| 交差する道路                                                           | 市町村名 | 交差する場所 | 交差する場所 |
| ---------------------------------------------------------------------- | -------- | ------------ | ------------ |
| 兵庫県道6号養父宍粟線 重複区間起点                                     | 養父市   | 浅野         | 起点         |
| 兵庫県道6号養父宍粟線 重複区間終点 兵庫県道70号十二所澤線 重複区間起点 | 養父市   | 十二所       |              |
| E72 北近畿豊岡自動車道                                                 | 養父市   | 浅野         | 養父IC       |
| 兵庫県道70号十二所澤線 重複区間終点                                    | 養父市   | 稲津         |              |
| 兵庫県道527号畑宮田線                                                  | 養父市   | 畑           |              |
| 通行不能区間                                                           |          |              |              |
| 兵庫県道104号物部藪崎線                                                | 朝来市   | 和田山町栄町 |              |
| 国道312号 重複区間起点                                                 | 朝来市   | 和田山町加都 | 加都交差点   |
| 国道312号 重複区間終点                                                 | 朝来市   | 和田山町加都 | 加都北交差点 |
| 兵庫県道276号檜倉山東線                                                | 朝来市   | 山東町大月   | 大月西交差点 |
| 国道427号                                                              | 朝来市   | 山東町末歳   | 終点         |

### 交差する鉄道
- 播但線

### 沿線
- 養父浅野簡易郵便局
- 朝来市立竹田小学校
- E72 北近畿豊岡自動車道
  - 17 和田山IC
  - 山東PA
- 道の駅但馬のまほろば
- 朝来市立梁瀬中学校
- 朝来市立梁瀬小学校
- 朝来市役所 山東庁舎

### 峠
- 藤和峠（朝来市）
- 宝珠峠（朝来市）